# Jakub Antoni Koryciński
Jakub Antoni Koryciński  herbu Topór – burgrabia grodzki drohicki w latach 1744–1753, łowczy owrucki w latach 1745–1766, burgrabia grodzki mielnicki w 1738 roku.